# Kurt Mollekens
Kurt Mollekens (ur. 8 marca 1973 roku w Bonheiden) – belgijski kierowca wyścigowy.

## Kariera
Mollekens rozpoczął karierę w wyścigach samochodowych w 1992 roku od startów w Holenderskiej Formule Ford 1600, gdzie zdobył mistrzowski tytuł. W późniejszych latach pojawiał się także w stawce Brytyjskiej Formuły Ford, Festiwalu Formuły Ford, Europejskiej Formuły Ford, Pucharu Narodów Formuły Opel Lotus, Formuły Opel Lotus Euroseries, Masters of Formula 3, Grand Prix Makau, Brytyjskiej Formuły 3, Formuły 3000, Belgian Procar, 24 Hours of Barcelona, FIA GT Championship, 24 Hours of Spa, Mini Cooper Challenge Belgium, European Touring Car Championship, Le Mans Series, Mégane Trophy Eurocup, 24H Zolder, French GT Championship, FIA GT3 European Cup oraz FIA GT3 European Championship.
W Formule 3000 Belg startował w latach 1997-1998. W pierwszym sezonie startów w ciągu ośmiu wyścigów, w których wystartował, zdołał zdobyć trzy punkty. Dało mu to dziewiętnaste miejsce w końcowe klasyfikacji kierowców. Rok później stawał już dwukrotnie na podium. Z dorobkiem 19 punktów uplasował się na siódmej pozycji w klasyfikacji generalnej.